# آل جعيم

تعديل مصدري - تعديل

آل جعيم هي إحدى قرى عزلة أحور بمديرية أحور التابعة لمحافظة أبين، بلغ تعداد سكانها 196 نسمة حسب تعداد اليمن لعام 2004.